# Soodevahe (Rae)
Soodevahe is een plaats in de Estlandse gemeente Rae, provincie Harjumaa. De plaats heeft de status van dorp (Estisch: küla).

## Bevolking
Het dorp had 18 inwoners op 31 december 2011 en 739 inwoners op 31 december 2021.

## Ligging
De spoorlijn Tallinn - Narva komt door het dorp, maar heeft hier geen station. De Põhimaantee 11, de ringweg om Tallinn, loopt langs de oostgrens van het dorp.